# 291 г. пр.н.е.
291 (двеста деветдесет и първа) година преди новата ера (пр.н.е.) е година от доюлианския (Помпилийски) римски календар.

## Събития

### В Гърция
- Беотия и Етолия задружно въстават срещу властта на македонския цар Деметрий I Полиоркет.
- Ланаса напуска съпруга си Пир и се жени за Деметрий I и му предлага остров Коркира като зестра.[1]
- През тази и следващите години Птолемей I започва да установява протекторат над островите в Егейско море.[1]

### В Римската република
- Консули са Луций Постумий Мегел (за III път) и Гай Юний Бубулк Брут.
- Третата самнитска война:
  - Римляните отново превземат Коминиум и Веноза и постигат значима победа над самнитите.[2]
- Основана е латинска колонията във Венузия като мярко срещу възникване на бунт в Апулия.[2][3]

## Починали
- Менандър, древногръцки драматург и най-виден представител на новата атическа комедия (роден 342 г. пр.н.е.)
- Динарх, древногръцки оратор и логограф (роден 361 г. пр.н.е.)